# Фролова, Ксения
Ксения Фролова (11 февраля 1992) — российская футболистка, нападающая.

## Биография
Воспитанница московского футбола. Призывалась в юниорскую сборную Москвы. Взрослую карьеру начала в первом дивизионе, выступая за «ШВСМ Измайлово-2» и «Чертаново».
В 2011 году включена в основную команду «ЦСП Измайлово», выступавшую в высшей лиге. Дебютный матч сыграла 16 апреля 2011 года против клуба «Рязань-ВДВ», заменив на 88-й минуте Нелли Коровкину. Первый гол забила 4 июня 2011 года в ворота «Мордовочки». Всего в 2011 году сыграла 15 матчей в высшей лиге, в большинстве из них выходила на замены, и забила один гол. Во время зимнего перерыва в сезоне 2011/12 покинула клуб.
Выступала за юниорскую и молодёжную сборные России, всего провела около 20 матчей.
Дальнейшая судьба неизвестна.